# Srednjovjekovna umjetnost
Srednjovjekovna umjetnost je razdoblje europske zapadne umjetnosti između antike i novog vijeka. Pokriva široko prostorno područje i vremensko razdoblje dulje od tisuću godina, a u nekim razdobljima i Bliskog Istoka i Sjeverne Afrike. Obuhvaća glavne umjetničke pravce i stilove tog doba, nacionalnu i regionalnu umjetnost, obnove prošlih umjetničkih odlika, umjetničke vještine i same umjetnike.
Povjesničari umjetnosti pokušali su klasificirati srednjovjekovnu umjetnost u osnovne razdoblja i stilove, često s nemalim poteškoćama. Općeprihvaćena shema obuhvaća kasno razdoblje ranokršćanske umjetnosti, germansku umjetnost, bizantsku umjetnost, otočnu umjetnost, predromaniku, romaniku i gotiku, kao i mnoge periode unutar tih središnjih stilova. Osim toga, svaka je regija, uglavnom tijekom razdoblja formiranja nacije ili kulture, imala svoj posebni umjetnički stil, kao na primjer anglosaksonska umjetnost ili vikinška umjetnost.
Srednjovjekovna umjetnost izražena je kroz mnoge medije, u najvećem su broju sačuvani kipovi, iluminirani rukopisi, vitraji, predmeti od metala i mozaici. Svi ovi mediji imaju snažnu odliku dugotrajnosti u odnosu na druge kao npr. freske, predmete od plemenitih metala ili tekstila, uključujući i tapiseriju. Posebno u ranom srednjem vijeku, djela primijenjenih umjetnosti, kao predmeti od metala, rezbarije od bjelokosti, emajlirani predmeti i vez od niti plemenitih metala, vjerojatno su više bile cijenjene od slika i monumentalnih kipova.

## Povijest
Europska srednjovjekovna umjetnost izrasla je iz umjetničke baštine starorimske umjetnosti i ikonografske tradicije ranog kršćanstva. Ova se baština potom miješala sa živom „barbarskom” umjetničkom kulturom Sjeverne Europe i stvorila značajnu umjetničku baštinu Osim iz formalnih elemenata antičke klasične umjetnosti, tradicija realističkog prikaza se na zapadu pojavljuje na mahove, kombinirajući se s novim izražajnim mogućnostima i sjevernjačkoj tradiciji jakih dekorativnih elemenata. Razdoblje završava samospoznajnim povratkom umijećima i vrijednostima klasične umjetnosti u renesansi, te se umjetnička baština srednjeg vijeka uglavnom podcjenjivala sljedećih nekoliko stoljeća. Ponovni interes i razumijevanje srednjeg vijeka u 19. stoljeću promijenilo je sliku o njemu, te se počelo cijeniti kao razdoblje ogromnog postignuća koji je bio temeljem razvoja kasnije zapadne umjetnosti.
Umjetnost srednjeg vijeka vrlo je širok pojam, pa ga povjesničari dijele na nekoliko velikih faza, stilova i razdoblja. Razdoblje srednjeg vijeka ne započinje niti završava jasno na točno određeni datum, niti završava u isto vrijeme u svim regijama Europe. To također vrijedi i za pojedine umjetničke faze i stilove unutar srednjeg vijeka.

## Bizantska umjetnost
Bizantska umjetnost greciziranog Bizantskog Carstva je nastala nakon podjele Rimskog Carstva na istočnu i zapadnu polovicu. Proizašla je iz kasne antike oko 500-ih godina i ubrzo je izgradila bogatu tradiciju različitu od katoličke Europe. Bizantska umjetnost je izuzetno konzervativna, iz religioznih i kulturalnih razloga, ali održava kontinuiranu tradiciju s grčkim realizmom, kojemu je suprotstavljen snažan anti-realizam vjerskog simboličnog prikazivanja. Bizantska umjetnost je kontinuirano utjecala na zapadnoeuropsku umjetnost, te su sjaj bizantskog dvora i samostana, čak i pri samom kraju carstva, služili kao model zapadnim vladarima, kako svjetovnim tako i crkvenim pokroviteljima.

## Barbarska umjetnost
Barbarska umjetnost germanskih naroda tijekom velike seobe naroda (oko 300. – 900.) u kontinentalnoj Europi nastala je nakon pokrštavanja germanskih naroda u ranom srednjem vijeku. Tri su stila dominantna u germanskoj umjetnosti: polikromni stil nastao kod Gota nastanjenih u području oko Crnog mora i animalni stil, tipičan za područje skandinavskih zemalja, sjeverne Njemačke i Engleske. Posljednji je insularna umjetnost (otočna umjetnost) ili hiberno-saksonska umjetnost koja je nastala fuzijom anglosaksonske i keltske umjetnosti na Britanskom otočju.

## Predromanika
Predromanika je umjetnost iz vremena velike seobe naroda u Europi, iz vremena prodiranja barbarskih plemena (lat. izv. barbar = “Onaj koji nema nikakve mjere”) koja s istoka dolaze u zapadnu Europu. Ova umjetnost podrazumijeva likovna ostvarenja Kelta, VandalaOstrogota (Ravenna), Vizogota, Franaka (Merovinzi, „karolinška renesansa”, „otonska renesansa”), Langobarda (npr. langobardska središta u Italiji), Slavena (npr. starohrvatska umjetnost), kao i predstavnika drugih pokrštenih naroda ranog srednjeg vijeka (npr. asturijska umjetnost). Stilski je nastavak keltske i germanske umjetnosti s jasnim utjecajima grčko-rimske s juga, ali i skitske umjetnosti s istoka. Završava pojavom prvog umjetničkog stila u europskoj umjetnosti, romanike, po kojoj je i dobila ime.

## Romanika
Romanika je prvi stil europske umjetnosti koji traje otprilike od 1000. do 1250. godine. Dok su prethodne umjetnosti (karolinška i otonska) bile izrazito dvorske, romanika se raširila cijelom zapadnom Europom bez jedinstvenog centralnog izvora (Put svetog Jakova). Područje rasprostiranja ove umjetnosti je od sjeverne Španjolske do Rajnske oblasti i od Škotske do srednje Italije, a najbogatije se razvija u Francuskoj. Izraz romanički potječe od izraza „rimski”, jer je način građenja čvrstih masivnih crkava s bačvastim svodovima vrlo sličan rimskim bazilikama. Dolazi do velikog procvata građevinske djelatnosti, posebno izgradnja crkvi, plemićkih utvrda (donjon) i samostana. Kamen je glavni građevinski materijal, zidine masivne, a otvori rijetki i uski. U crkvenom graditeljstvu prevladavaju jednostavne građevine masivnih zidova, bogata vodoravna raščlanjenost, kameni polukružni i bačvasti svodovi, polukružni lukovi i kvadratni kapiteli često urešeni biljnim i figuralnim motivima. Na skulpturi romanike, još uvijek vezane za arhitekturu, javlja se ponovo, prvi put nakon kasne antike, jak osjećaj za plastično, a u obradi detalja težnje za shematiziranjem.
Romaničko slikarstvo je, poput kiparstva, vezano uglavnom za arhitekturu (kao freska, oslikani drveni stropovi, vitraj, tapiserija, rjeđe mozaik), za knjigu (iluminacije) ili oltar (oslikane oltarne ploče i sanduci). Za njih vrijede određene zajedničke osobine, skoro zakonitosti, to su: plošnost i linearnost, vertikalna perspektiva, metoda redukcije u načinu prikazivanja religijskih tema, odnosno ikonografije i skromna ljestvica boja (zemljane boje: ciglasto-crvena, oker-žuta i rđavo-smeđa). U umjetničkom oblikovanju nakita, liturgijskih i uporabnih predmeta koriste se plemenite kovine, bjelokost, drago kamenje, emajl.

## Gotika
Gotika je najsamostalniji stilski izričaj zapadnoeuropske umjetnosti nakon antike. Javila se u drugoj polovici 12. st. u sjeverozapadnoj Francuskoj (Île-de-France) i u pojedinim je zemljama trajala različito, a nestala je krajem 15. st.; premda su se i poslije javljale gotizirajuće tendencije. »Arte gotica« je prvotno bio prijeziran naziv kojim je Giorgio Vasari htio izraziti da je, s gledišta talijanske renesanse, taj stil barbarski. S obzirom na razvojne faze dijeli se na ranu, visoku i kasnu gotiku; prvi su joj širitelji bili cisterciti, dok su nositelji visoke i kasne gotike bili prosjački redovi (dominikanci, franjevci) i građanstvo.
Prvim građevinama gotike smatraju se pariška crkva Saint Denis, koju je 1137. godine dao izgraditi opat Suger, a potom katedrala u Chartresu i katedrala Notre-Dame u Parizu. Nasuprot romaničkih širokih ploha, zbijenosti i masivnosti, gotička arhitektura teži visini, prozračnim formama i „nedokučivom interijeru” prepunom svjetla. Arhitektonski elementi poput rebrastog križnog svoda, prelomljenih lukova i snažnih kontrafora, naglašavaju visinu građevina. Kontrafori završavaju šiljastim tornjićima (fijale), s kovrčastim kamenim ukrasima (rakovice, pužarice) na rubovima. Na pročelju gotičkih katedrale nalaze se obično po dva visoka i šiljasta zvonika, kojima je naglašena dominacija vertikale u cijelom sustavu, a iznad sjecišta glavnoga broda s poprečnim uzdiže se tanki i vitki krovni tornjić. Važnu ulogu u gotičkom prostoru imaju ukrasne galerije ili visoku prozori, koji ispunjavaju prostor crkve svjetlošću. 
Osim u arhitekturi, gotička umjetnost najprisutnija je u skulpturi, vitrajima, freskama, štafelajnom slikarstvu i u iluminiranim rukopisima. Gotičku umjetnost karakterizira velika narativnost, bilo da se radi o vjerskim motivima ili o svjetovnijoj tematici. Religijski prizori često su uključivali i prizore iz prirode, poput alegorija, prikaza mjeseci, zodijakalnih znakova, sezonskih poljoprivrednih radova i sl. Ljudske figure se prikazuju sa sve većim realizmom, a prigušen utjecaj klasične antičke umjetnosti vidljiv je u ekspresivnosti izraza (naturalizam), naglašavanju emotivnog stanja i u pažljivom oblikovanju draperija prikazanih likova (idealizam).
Svjetovna umjetnost jačala je pod utjecajem razvoja gradova, trgovine i ekonomije, što je omogućilo bogatijem sloju da naručuje izradu zavjetnih skulptura ili iluminiranih rukopisa. Novoosnovani cehovi okupljali su i evidentirali umjetnike koji su bili smatrani vještim obrtnicima, zahvaljujući čemu danas znamo imena brojnih gotičkih majstora.
Kasna gotika, od 14. stoljeća nadalje, donosi gubitak ravnoteže u odnosu konstrukcije i dekoracije. Obilježena je pretrpanošću ukrasima u obliku plamena ("plamena gotika"), cvijeća ("cvjetna gotika") i sl. Venecija 15. stoljeća primjer je talijanske cvjetne gotike utemeljene na romaničkoj arhitekturi koja je „razbijena” mnoštvom ukrasa, detalja, kao i zvjezdastim i mrežastim svodovima.
Slikarstvo je u Italiji imalo posebno mjesto, jer je talijanska arhitektura sačuvala zidne površine za slikanje fresaka. Tako je Giotto stvorio novi monumentalni stil, koji se zadržao sve do renesanse. Od druge polovice 14. st., ugl. posredstvom Italije (Gentile da Fabriano, Pisanello), uz iluminacije se razvijalo i uljeno slikarstvo i na drugim područjima (Češka slikarska škola, Avignonska škola). Flamansko slikarstvo je postajalo sve značajnijim, a djelima braće Limburg i Jan van Eycka konačno je nadmašilo skulpturu. U Njemačkoj su uljeno slikarstvo razvijali Majstor Francke i S. Lochner, dok su Martin Schongauer, Albrecht Dürer i Matthias Grünewald svojim radovima označavali prijelaz iz gotike u renesansu.

## Islamski utjecaji
Iako nije tipično europska, islamska umjetnost srednjeg vijeka veoma je značajna jer ju je europska elita cijenila i masovno kopirala. Islamska umjetnost obuhvaća veliki raspon umjetničkih medija od kaligrafije, ilustriranih rukopisa, tkanine, keramike, obrade metala i stakla. Razdoblje od 600. do 900. godine bio je period formiranja, a od 10. st. nadalje islamska se umjetnost razvila u različite regionalne stilove. Nosioci rane islamske umjetnosti bili su majstori mozaika i kipari koji su izučili zanat u bizantskoj i koptskoj tradiciji. Umjesto zidnog slikarstva islamski su umjetnici koristili šarene keramičke pločice za ukrašavanje zidova, najranije od 862. – 863. (u Ukbetovoj džamiji u Kairouanu u modernom Tunisu), što se također proširilo po Europi. Prema mišljenju Johna Ruskina, Duždeva palača u Veneciji sadrži „tri elementa u potpuno jednakim proporcijama - rimski, lombardski i arapski. Ona je središnja građevina svijeta ... povijest gotičke arhitekture je povijest rafiniranja i spiritualizacije sjevernjačkih djela pod tim utjecajem”.
Tako španjolsko gotički umjetnički stil mudéjar nastaje pod utjecajem islamske maurske umjetnosti i uz sudjelovanje maurskih umjetnika, koji su djelovali i u kršćanskim zemljama; uz slabije utjecaje umjetnosti kršćanskog Zapada. Maursku umjetnost, napose arhitekturu, odlikuje živi kolorizam i raskošna plastička dekoracija koja prekriva sve površine zidova na štetu konstruktivne jasnoće građevine. Vrijedna arhitektonska ostvarenja toga stila nalaze se u Toledu, Sevilli (Alcázar, Casa de Pilatos) i Zaragozi (Mudéjar arhitektura u Aragonu). Mudéjar lončarstvo u Španjolskoj se najprije proizvodilo u Al-Andalusu, no kasnije su se muslimanski lončari preselili u područje kršćanske Valencije, gdje su svoje proizvode izvozili kršćanskoj eliti diljem Europe. Druge vrste islamske skupocjene robe, ponajviše tkanine i tepisi, uglavnom su se uvozile iz islamskih gradova koji su bili daleko bogatiji od najbogatijih europskih Tako npr. povjesničar ernand Braudel ističe: „Razlog stoljetnoj dominaciji Islama u Starom svijetu, od Atlantika do Pacifika, bio je taj što osim Bizanta, nijedna druga država nije mogla konkurirati islamu po količini zlatnog i srebrnog novca; ...”, preko mletačkih trgovačkih putova. Međutim, veći dio luksuznih proizvoda za dvorske potrebe kao što je svila, bjelokost, drago kamenje i nakit uvozio se u Europu u nedovršenom obliku, a završnu su obradu vršili lokalni srednjovjekovni majstori i označavali ih kao „istočnjačke” Ova djela nisu imala vjerski prikaz već su bili ukrašeni nefigurativnim ornamentima kako bi bili lakše prihvaćeni na Zapadu. U zapadnoj umjetnosti kasnog srednjeg vijeka čak se pojavila moda imitiranja arapskog pisma kao dekoracijski motiv.

## Srednjovjekovna književost
Europska srednjovjekovna književnost obuhvaća razdoblje od 5. do 15. stoljeća kada su srednjovjekovni svjetonazori uvelike utjecali na književnost, koja je bila nabožna ili svjetovna. Veliki utjecaj crkve ostavio je traga na svemu, pa tako i na književnosti. Pojavljuju se dva pravca: skolastika, koja racionalnim idejama spoznaje vjerske istine i mistika, koja spoznaje vjeru intuitivno, osjećajno. Od književnih vrsta srednji vijek poznaje lirska, epska i dramska djela. Jezici u književnosti srednjeg vijeka su latinski jezik i narodni jezici europskih naroda.

## Baština
Srednjovjekovna umjetnost imala je malo osjećaja za vlastitu povijest umjetnosti, a ta se nezainteresiranost nastavila u kasnijim razdobljima. Ovaj se trend promijenio sredinom 19. stoljeća, s ponovnim otkrivanjem ljepote srednjovjekovne arhitekture, skulpture i slikarstva. Zanimanje za srednjovjekovnu umjetnost, do tada poznatu kao „primitivnu umjetnost” ulazi u modu pod utjecajem pisaca kao što su John Ruskin, Eugène Viollet-le-Duc i Augustus Welby Northmore Pugin, kao i zbog utjecaja romantičnog „medievalizma” u književnim djelima kao što su Ivanhoe (1819.) Waltera Scotta i Zvonar crkve Notre-Dame (1831.) Victora Hugoa. Tada se pojavljuje arhitektonski stil neogotike koji u slikarstvu odgovara romantizmu.
Među likovnim umjetnicima, njemački nazarenci od 1809. i engleski prerafaeliti od 1848. odbacuju vrijednosti od kasne renesanse nadalje, ali u praksi i usprkos povremenom slikanju srednjovjekovnih prizora, na njihovo djelo najviše utječe rana renesansa, a ne gotika ili raniji stilovi. William Morris, koji je također bio strastveni sakupljač djela srednjovjekovne umjetnosti, puno je temeljitije prihvatio srednjovjekovni stil, nego je to učinio William Burges.
Do kraja stoljeća mnogi proizvođači dekorativnih predmeta i ilustratori knjiga naučili su uspješno koristiti elemente srednjovjekovne umjetnosti iz novootvorenih muzeja povijesti. U isto vrijeme se razvija i povijest umjetnosti, pogotovo u Njemačkoj i Francuskoj gdje se u početku posebno usredotočuje na srednjovjekovnu umjetnost i brzo uspijeva popisati i datirati preživjela umjetnička djela, kao i analizirati razvoj srednjovjekovnih stilova i ikonografije (osim kasnoantičkog i prekarolinškog razdoblja koje je bolje istraženo tek u 20. stoljeću. Umjetnička djela sredjnovjekovnog razdoblja danas su vrlo tražena, bilo od muzeja ili od privatnih kolekcionara. Također, antirealistični i ekspresivni elementi srednjovjekovne umjetnosti ostali su kao inspiracija mnogim modernim umjetnicima (Ernst Barlach, Arturo Martini i dr.).

## Vanjske poveznice
- Izložba srednjovjekovne umjetnosti naroda jugoslavije, Krležijana, s Krležinim predgovorom u katalogu, održana je u Parizu 1950.